# Medellin Challenger 1996
Il Medellin Challenger 1996 è stato un torneo di tennis facente parte della categoria ATP Challenger Series nell'ambito dell'ATP Challenger Series 1996. Il torneo si è giocato a Medellín in Colombia dal 3 al 9 giugno 1996 su campi in terra rossa.

## Vincitori

### Singolare
Mauricio Hadad ha battuto in finale  Jaime Oncins con il punteggio di 2–6, 6–3, 6–1

### Doppio
Pablo Campana /  Tamer El Sawy hanno battuto in finale  Eyal Ran /  Maurice Ruah con il punteggio di 7–5, 6–1